# جنگل‌شعلگان
جنگل‌شعلگان(نام علمی: Ixoroideae) نام یک زیرخانواده از تیره روناسیان است.